# Megavatio térmico

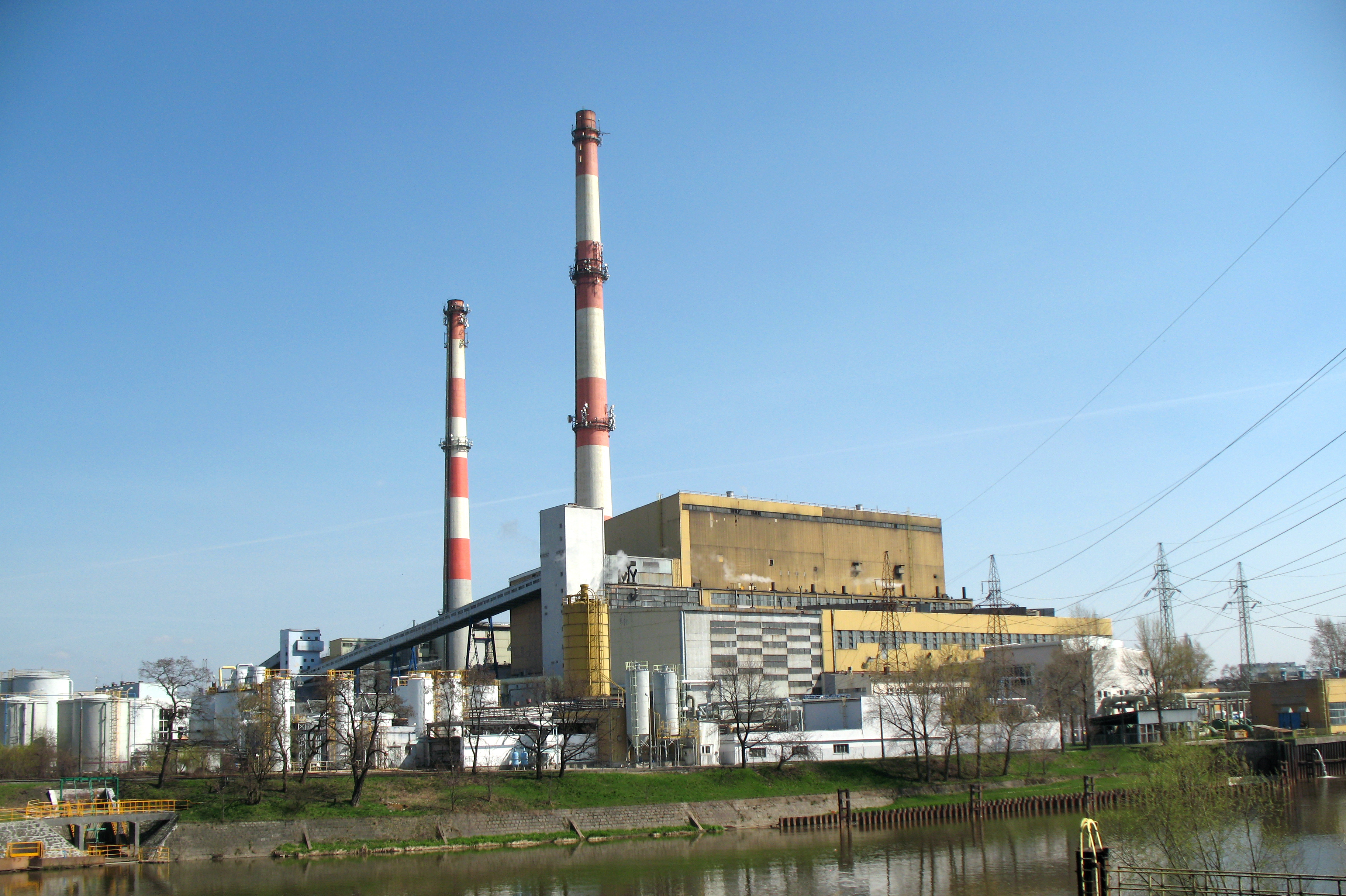
Elektrociepłownia Wrocław es una central térmica ubicada en Breslavia. Tiene una potencia de 812 MW_{t}, que es utilizada para generar energía eléctrica y calefacción urbana.

Esta página es sobre una unidad de potencia. Para la Minimum-weight Triangulation, ver Triangulación de peso mínimo.
El megavatio térmico o megawatt térmico (MWt) es una unidad de potencia que mide la cantidad de energía liberada en forma térmica, en una central termoeléctrica, ya sea convencional o nuclear.
Registra la potencia que tiene la central termoeléctrica sin tener en cuenta el rendimiento de la misma. A mayor rendimiento, mayor energía eléctrica será producida por cada megavatio térmico. De esta manera, una central de 2000 MWt, que tenga un rendimiento del 50%, producirá 1000 MWe de potencia eléctrica en las barras de salida de la central.